# Motavita (ort)
Motavita är en ort i Colombia.   Den ligger i departementet Boyacá, i den centrala delen av landet, 130 km nordost om huvudstaden Bogotá. Motavita ligger 2 906 meter över havet och antalet invånare är 392.
Terrängen runt Motavita är kuperad. Runt Motavita är det ganska tätbefolkat, med 160 invånare per kvadratkilometer. Närmaste större samhälle är Tunja, 4,6 km söder om Motavita. Trakten runt Motavita består i huvudsak av gräsmarker.